# Принс-Джордж (Вірджинія)
Принс-Джордж (англ. Prince George) — переписна місцевість (CDP) в США, в окрузі Принс-Джордж штату Вірджинія. Населення — 2315 осіб (2020).

## Географія
Принс-Джордж розташований за координатами 37°13′15″ пн. ш. 77°16′6″ зх. д. / 37.22083° пн. ш. 77.26833° зх. д. (37.220869, -77.268299).  За даними Бюро перепису населення США в 2010 році переписна місцевість мала площу 16,23 км², уся площа — суходіл.

## Демографія
Згідно з переписом 2010 року, у переписній місцевості мешкало 2066 осіб у 835 домогосподарствах у складі 564 родин. Густота населення становила 127 осіб/км².  Було 892 помешкання (55/км²).
Расовий склад населення:
| - 70,5 % — білих - 22,2 % — чорних або афроамериканців - 1,0 % — азіатів - 0,5 % — корінних американців - 2,8 % — осіб інших рас |

До двох чи більше рас належало 3,0 %. Частка іспаномовних становила 6,2 % від усіх жителів.
За віковим діапазоном населення розподілялося таким чином: 24,9 % — особи молодші 18 років, 58,5 % — особи у віці 18—64 років, 16,6 % — особи у віці 65 років та старші. Медіана віку мешканця становила 39,1 року. На 100 осіб жіночої статі у переписній місцевості припадало 89,4 чоловіків;  на 100 жінок у віці від 18 років та старших — 86,5 чоловіків також старших 18 років.
Середній дохід на одне домашнє господарство  становив 55 686 доларів США (медіана — 51 743), а середній дохід на одну сім'ю — 60 385 доларів (медіана — 54 236). За межею бідності перебувало 15,3 % осіб, у тому числі 26,6 % дітей у віці до 18 років та 0,0 % осіб у віці 65 років та старших.
Цивільне працевлаштоване населення становило 903 особи. Основні галузі зайнятості: роздрібна торгівля — 20,8 %, виробництво — 19,5 %, освіта, охорона здоров'я та соціальна допомога — 14,8 %.